# Devolutionsrecht
Als Devolution (lateinisch devolvere – „abwälzen“) wird die Übergabe eines Rechts bzw. eines Besitzes auf einen anderen bezeichnet.

## Rechtsprechung

### Staatsrechtslehre
In der Staatsrechtslehre bedeutet Devolution die Übertragung administrativer Funktionen in einem Einheitsstaat an regionale Körperschaften.

### Erbrecht
Im Rahmen des Erbrechts wird das Erbe z. B. an die Kinder des Verstorbenen und nicht an den Hinterbliebenen Ehegatten weitergegeben. Dem hinterbliebenen Ehegatten verbleibt in diesem Fall nur sein Pflichtteil.

### Rechtsmittel
Als Devolutionseffekt wird ein Rechtsmittel beschrieben, das es ermöglicht, eine Rechtssache vor eine höhere Instanz (judex a quo) zu bringen. Das deutsche Recht sieht hier namentlich folgende Rechtsmittel vor:
- die Berufung
- die Revision
- die Beschwerde

## Katholisches Kirchenrecht
Unter Devolution in der katholischen Kirche versteht man das Recht der höheren Kirchenoberen, tätig werden zu dürfen, wenn der Untergeordnete seinen gesetzlichen Pflichten und Aufgaben nicht nachkommt. Besonders ist hier die Verleihung bzw. Nachbesetzung von Kirchenämtern geregelt. Im Jahr 1179 hob das Dritte Laterankonzil diese Fälle besonders hervor. So devolviert zum Beispiel das Besetzungsrecht vom Kapitel an den Bischof, von diesem an den Erzbischof und von diesem letztendlich an den Papst.

## Evangelisches Kirchenrecht

### Protestantische Stifter
Vor Erlassung der Preußischen Kirchengesetze sprach man von protestantischen Stiftern. Ein protestantischer Stifter war in der Regel der jeweilige Landesherr. Das Recht, eine Verleihung durchzuführen, fiel auf diesen zurück, wenn das Kapitel die Verleihung nicht innerhalb der geordneten Frist vollzog.

### Preußische Kirchengesetze
„Eine Art Devolutionsrecht ist durch die neuen preußischen Kirchengesetze geschaffen, indem nach § 6 ff. des Gesetzes über die Verwaltung erledigter Bistümer vom 20. Mai 1874 die Verwaltungsbefugnisse eines abgesetzten Bischofs auf den königlichen Kommissar übergehen und nach Art. 8 des Gesetzes vom 21. Mai 1874 (Deklaration und Ergänzung des Gesetzes vom 11. Mai 1873, die Vorbildung und Anstellung von Geistlichen betreffend) das Recht zur Besetzung einer erledigten Pfarrei etc. auf die Pfarrgemeinde übergeht, wenn der zur Präsentation oder Nomination Berechtigte innerhalb zweier Monate von der ergangenen Aufforderung an nicht für die Stellvertretung sorgt.“

### Neuzeitliche Regelung
Das Devolutionsrecht wird heute nur angewandt, wenn die örtlichen verantwortlichen Gremien nicht innerhalb der geordneten Frist einen Kandidaten benennen oder wenn der benannte Kandidat sich als unfähig erweist.